# No Time to Lose
No Time to Lose est un groupe de punk rock et hardcore français, originaire du Mans.

## Biographie
No Time to Lose est formé en septembre 1998, au Mans. Il devient vraiment actif en septembre 2000, avec l'arrivée de Julien aux fûts. Après plusieurs démos, ils sortent un premier album studio, Join the Party, chanté en anglais en 2002, et participent à la compilation French Connection regroupant dix-huit groupes français. Join the Party est publié aux labels Middle Class Prod/Lean on Me. Concernant leur premier contrat à ce label, Antoine explique : « On était bourré un soir et un skin s’est approché de nous en nous parlant de Carlos Crew dont il devait sortir l’album. Il nous fait « Vous êtes les nouveaux Komintern Sect, j’vous veux ! » On l’a latté à coups de skate mais il lâchait pas prise, du coup il nous a pris au bras de fer et on a perdu. Il nous a forcé à signer un papier tout blanc, qu’il a rempli par la suite, c’est notre contrat. [...] Sinon plus sérieusement, Lean On Me ! c’est aussi un zine et il a déjà sorti des vinyles (Aspo, Partisans, Orange Street) mais c’est son premier CD. Et il est sympa (pour un skin …). »
Ils enregistrent leurs titres inédits sur leur dernier album, Before We Go, publié en 2004, qui atteint la tête des classements musicaux indépendants français. Cette même année, des membres du groupe et ceux de Riot States Killers forment en novembre, le groupe Nine Eleven. Ils mettent fin au groupe en 2005. Antoine Ptitbite (Varosa) était au chant. Monsieur Patate a pris le relais ensuite. Ils ont leur apogée lors de leur consécration au High Live Circus (festivals au Mans) en crachant sur leur principe et leur fierté. Ceci annonce la fin du groupe. À partir de là, Antoine tombe en dépression et tente d'oublier le groupe.

## Discographie

### Albums studio
- 2002 : Join the Party (Middle Class Productions/Lean on Me)
- 2004 : Before We Go

### Compilation
- French Connection
- Dance machine n°23